# ぐみ沢インターチェンジ
ぐみ沢インターチェンジ（ぐみざわインターチェンジ）は、静岡県御殿場市茱萸沢に位置する国道138号（御殿場バイパス（西区間））のインターチェンジである。

## 道路
本線
- 国道138号（御殿場バイパス（西区間））

接続する道路
- 直接接続
  - 国道138号（御殿場バイパス側道部）
  - 国道469号（御殿場バイパス）
- 間接接続
  - 静岡県道401号・神奈川県道736号御殿場箱根線（ぐみ沢上交差点）
  - 静岡県道418号須走御殿場線（仁杉東交差点）
  - 静岡県道406号仁杉柴怒田線（仁杉東交差点）

## 歴史
- 2021年（令和3年）
  - 2月19日：IC名称が「ぐみ沢IC」に正式決定[1]。
  - 4月10日：須走口南IC - 当IC間開通に伴い、供用開始[1][2][3]。

## 周辺
- 鈴与御殿場支店ぐみ沢倉庫
- 御殿場西高等学校
- 御殿場市民体育館
- 御殿場陸上競技場

## 隣
国道138号（御殿場バイパス（西区間））
仁杉JCT - ぐみ沢IC - 萩原北交差点（計画中）